# Дом, где жил И. Г. Дроздов
Дом, где жил И. Г. Дроздов — памятник истории местного значения в Чернигове. Сейчас здесь размещается центр реабилитации людей с ограниченными физическими возможностями.

## История
Распоряжением Черниговской областной государственной администрации от 28.12.1998 № 856 присвоен статус памятник истории местного значения с охранным № 3454 под названием Дом, где жил известный экономист и литератор С. Дроздов (1865-1940 годы).
Приказом Департамента культуры и туризма, национальностей и религий Черниговской областной государственной администрации от 07.06.2019 № 223 для памятника истории используется название Дом, где жил экономист и литератор И. Дроздов (1865-1940 годы).
Здание имеет собственную «территорию памятника» (границы усадьбы), согласно правилам застройки и использования территории. На здании установлена информационная доска.

## Описание
В 1903 году участок купил Михаил Коцюбинский, но по состоянию здоровья дом здесь не построил и затем продал участок Иосифу Дроздову. Дом построен в 1908 году на Глебовщине (сейчас улица Станиславского) Иосифом Дроздовым. Деревянный на кирпичном фундаменте, одноэтажный, прямоугольный в плане дом, с четырёхскатной крышей. Фасад завершается ризалитом. Имеет пристройку (веранду) со входом с правой стороны дома. Фасад и линия карниза украшены деревянной резьбой.  
В доме жил экономист и литератор Иосиф Гаврилович Дроздов. Работал в статистическом бюро Черниговского губернского земства. 
Здесь размещался ЖЭК, затем дом не использовался. Со времен дом пришёл в упадок, в 2010-годы силами волонтёров дом был реставрирован. Сейчас здесь размещается центр реабилитации людей с ограниченными физическими возможностями — общественное объединение «Интеграция».